# Districtul Schwäbisch Hall
Districtul Schwäbisch Hall este un Kreis în landul Baden-Württemberg, Germania.
1. ↑  GeoNames